# هارمونی (آرکانزاس)
هارمونی (به انگلیسی: Harmony) یک منطقهٔ مسکونی در ایالات متحده آمریکا است که در شهرستان جانسون، آرکانزاس واقع شده‌است. هارمونی ۱۹۱٫۱۱ متر بالاتر از سطح دریا واقع شده‌است.